# The Terror of Cosmic Loneliness
| Críticas profissionais | Críticas profissionais |
| Avaliações da crítica  | Avaliações da crítica  |
| Fonte                  | Avaliação              |
| ---------------------- | ---------------------- |
| Pitchfork Media        | 5.6                    |
| Drowned in Sound       | [ 2 ]                  |
| PopMatters             | [ 3 ]                  |
| Metro                  | [ 4 ]                  |
| Under the Radar        | [ 5 ]                  |

The Terror of Cosmic Loneliness é um álbum de rock alternativo do cantor galês Gruff Rhys em parceria com o músico brasileiro Tony da Gatorra. O álbum foi lançado em 26 de julho de 2010 pela Turnstile Music.

## Faixas
1. "O Que tu Tem" – 7:05
2. "In a House with No Mirrors (You'll Never Get Old)" – 4:55
3. "Espirito Luz" – 5:13
4. "Oh! Warra Hoo!" – 4:05
5. "Eu Protesto" – 5:00
6. "OVNI" – 3:35
7. "Voz Dos Semterra" – 4:47
8. "6868" – 2:13
9. "Rap Verdade" – :36
10. "(Peidiwch Ac) OVNI" – 1:12